# Baeoscelis osculata
Baeoscelis osculata là một loài bọ cánh cứng trong họ Phengodidae. Loài này được Spinola miêu tả khoa học năm 1854.